# Албр
Албр (фр. Albres) насеље је и општина у јужној Француској у региону Миди Пирене, у департману Аверон која припада префектури Вилфранш де Руерг.
По подацима из 2011. године у општини је живело 331 становника, а густина насељености је износила 21,75 становника/km². Општина се простире на површини од 15,22 km². Налази се на средњој надморској висини од 495 метара (максималној 541 m, а минималној 223 m).

## Демографија
| 1962. | 1968. | 1975. | 1982. | 1990. | 1999. | 2011. |
| ----- | ----- | ----- | ----- | ----- | ----- | ----- |
| 398   | 418   | 418   | 389   | 342   | 330   | 331   |

График промене броја становника у току последњих година